# Pharaphodius discolor
Pharaphodius discolor är en skalbaggsart som beskrevs av Wilhelm Ferdinand Erichson 1859. Pharaphodius discolor ingår i släktet Pharaphodius och familjen Aphodiidae. Inga underarter finns listade i Catalogue of Life.